# German Juniors 1989
Das German Juniors 1989 im Badminton fand vom 28. bis zum 29. Januar 1989 in Gütersloh statt. Es war die 6. Austragung des bedeutendsten internationalen Juniorenwettbewerbs in Deutschland. Veranstalter war der Deutsche Badminton-Verband, Ausrichter der CfB Gütersloh.
Die Turnierserie wurde 1989 noch unter der Bezeichnung „Internationale Deutsche Jugendmeisterschaft“ durchgeführt. Später wurde sie umbenannt und nennt sich heute „German Junior“, „German Juniors U19“ oder „Internationale Deutsche Meisterschaften U19“.

## Sieger und Platzierte
| Disziplin    | Gold                               | Silber                              | Bronze                            |
| ------------ | ---------------------------------- | ----------------------------------- | --------------------------------- |
| Herreneinzel | Jeroen van Dijk                    | Chris Bruil                         | Sergey Melnikov                   |
| Herreneinzel | Jeroen van Dijk                    | Chris Bruil                         | Jürgen Koch                       |
| Dameneinzel  | Elena Rumianceva                   | Heike Stohlmann                     | Olga Shvachko                     |
| Dameneinzel  | Elena Rumianceva                   | Heike Stohlmann                     | Jeannette de Jong                 |
| Herrendoppel | Chris Bruil Jeroen van Dijk        | Thomas Helber Thomas Berger         | Sergey Melnikov Igor Shibanov     |
| Herrendoppel | Chris Bruil Jeroen van Dijk        | Thomas Helber Thomas Berger         | Jürgen Koch Hannes Fuchs          |
| Damendoppel  | Kerstin Weinbörner Karen Stechmann | Olga Schwetschko Aušrinė Gabrėnaitė | Elvira van Elven Esther Fleurbaay |
| Damendoppel  | Kerstin Weinbörner Karen Stechmann | Olga Schwetschko Aušrinė Gabrėnaitė | Heike Stohlmann Martina Stropnik  |
| Mixed        | Sergey Melnikov Aušrinė Gabrėnaitė | Jürgen Koch Esther Fleurbaay        | Thomas Berger Karen Stechmann     |
| Mixed        | Sergey Melnikov Aušrinė Gabrėnaitė | Jürgen Koch Esther Fleurbaay        | Igor Shibanov Olga Shvachko       |